# Міль капустяна
Міль капустяна (Plutella xylostella) — метелик з родини серпокрилих молей (Plutellidae). Один з найнебезпечніших шкідників капустяних культур. Поширена повсюдно, але найбільшої шкоди завдає у Лісостепу та степу.

## Опис

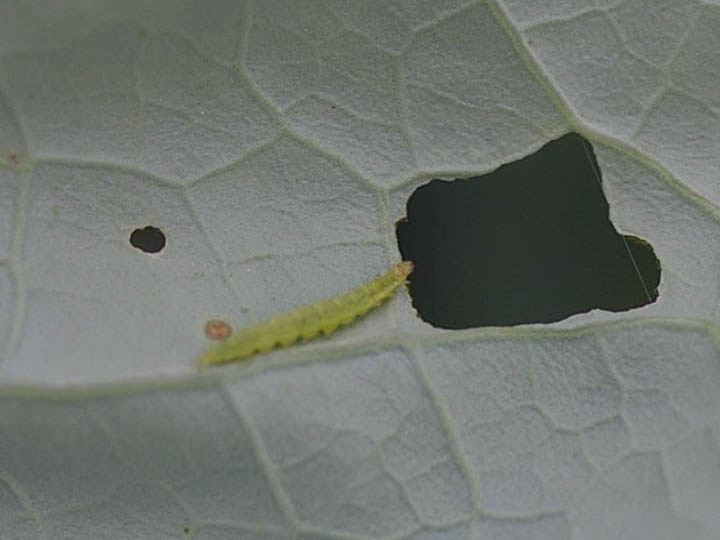
Гусінь молі на листі капусти під час прогризання в ньому дірки.

Розмах крил 12-16 міліметрів, забарвлення від сіро-коричневого до темно-бурого. На передніх крилах є хвиляста біла або жовтувата смужка. Яйце овальне, завдовжки 0,4-0,5 міліметра і завширшки 0,2-0,3 міліметра з дрібними крапками на поверхні. Гусінь першого віку майже без пігментації, голова темно-коричнева. Забарвлення гусениць старших віків від зеленого до темно-коричневого. Довжина гусениці старшого віку 7-11 міліметрів. Лялечка завдовжки 7 міліметрів, спочатку блідо-зелена, потім темніє. Знаходиться у срібно-білому рихлому коконі, досить міцно прикріплена до субстрату. Довжина кокону — 8, ширина — 2-2,5 міліметра.

## Екологія
Зимують лялечки і частково метелики. Літ починається у квітні. Метелики літають переважно в сутінках, живляться нектаром капустяних рослин. Яйцекладка триває 10-20 днів. Самки відкладають по 1-4 яйця на нижній бік або черешок листка. Повний цикл розвитку молі триває 30-35 днів. Сума ефективних температур для повного циклу розвитку одного покоління становить 390–410°. Протягом року розвивається в 4-5 поколіннях. Літ метеликів наступного покоління накладається на попереднє і триває з кінця квітня до середини вересня.
Найбільше гусениці пошкоджують капусту у фазі утворення сердечка, що перешкоджає утворенню головок. На Поліссі та в Лісостепу шкідник особливо небезпечний на пізніх сортах капусти, які у період масового розмноження гусениць знаходяться у фазі мутовки.

## Заходи захисту
Збір і знищення решток капусти та інших капустяних культур, де зимує шкідник. Глибока зяблева оранка. Знищення бур'янів, на яких розвиваються гусениці першого покоління. Ефективним є використання бактеріальних препаратів (лепідоцид, дендробацилін, бітоксибацилін, діпел, бактоспеїн). Порогові рівні чисельності у фазі листкової розетки капусти становлять 3-6 гусениць на одну рослину при заселенні 15-20% рослин. У фазі формування головки — 2-4 гусениці на рослину при заселенні 15-25% рослин і 3-5 гусениць на рослину при заселенні 15-25% рослин у фазі щільної головки.
Відомо понад 40 видів ентомофагів молі. B окремі роки вони спроможні знищити до 90% гусениць та лялечок шкідника. Основними видами є нітобія Nitobia fenestralis Holmgr, Nitobia armillata B.), діадромус (Diadromus subtilicornis Gran., Diadromus ustulatus Holmgr), апантелес Apanteles futliginosus Wesm., Apanteles vestalis Hal.). B яйцях паразитують види роду трихофама (Trichogramma). Гусениці та лялечки уражуються грибними хворобами із роду ентомофтора (Entomofora). Епізоотії, викликані ними, з'являються після тривалих дощів. Дуже поширені мускардинні збудники хвороби, що викликають білу, рожеву, зелену та червону мускардини.